# The Village (Oklahoma)
The Village és una ciutat dels Estats Units a l'estat d'Oklahoma. Segons el cens del 2000 tenia 10.157 habitants.

## Demografia
Segons el cens del 2000, The Village tenia 10.157 habitants, 4.778 habitatges, i 2.823 famílies. La densitat de població era de 1.544 habitants per km².
Dels 4.778 habitatges en un 24,2% hi vivien nens de menys de 18 anys, en un 42,8% hi vivien parelles casades, en un 10,9% dones solteres, i en un 43% no eren unitats familiars. En el 35,2% dels habitatges hi vivien persones soles el 12,1% de les quals corresponia a persones de 65 anys o més que vivien soles. El nombre mitjà de persones vivint en cada habitatge era de 2,12 i el nombre mitjà de persones que vivien en cada família era de 2,76.
Per edats la població es repartia de la següent manera: un 20,2% tenia menys de 18 anys, un 10,2% entre 18 i 24, un 34,4% entre 25 i 44, un 18,9% de 45 a 60 i un 16,3% 65 anys o més.
L'edat mediana era de 35 anys. Per cada 100 dones de 18 o més anys hi havia 84,1 homes.
La renda mediana per habitatge era de 37.559 $ i la renda mediana per família de 44.632 $. Els homes tenien una renda mediana de 32.204 $ mentre que les dones 24.896 $. La renda per capita de la població era de 20.444 $. Entorn del 7,2% de les famílies i el 10,1% de la població estaven per davall del llindar de pobresa.

## Poblacions més properes
El següent diagrama mostra les poblacions més properes.